# Майвиа, Лиа
Офелиа Майвиа (англ. Ofelia Maivia, в девичестве — Офелиа Фуатага, англ. Ofelia Fuataga, 22 мая 1927, Лаломану, Атуа — 19 октября 2008, Дейви, Флорида) — руководитель полинезийского рестлинг-промоушна с 1982 по 1988 годы. Бабушка рестлера и актёра Дуэйна Джонсона.

## Биография
Родилась в деревне Лаломану на острове Самоа в 1931 году. У неё есть дочь от первого брака Ата Фитесеману, которую второй муж позже удочерил. Когда она вышла второй раз замуж за рестлера Питера Майвию он ей дал свою фамилию. После его смерти, в 1982 году она стала руководителем Полинезийского рестлерского промоушена в Гавайях; Майвиа была одной из первых женщин-промоутеров в рестлинге. До 1988 года работала там. В последние годы жила в городе Дэйви во Флориде. Умерла там же в 2007 году в своём доме от сердечного приступа в возрасте 81 года.
После смерти Лии семья Аноа’й основала в её честь стипендию.
Ее дочь Ата вышла замуж за рестлера Рокки Джонсона, от которого родила Дуэйна Джонсона.
Член Зала слава WWE c 2024 года.